# Đa giác lồi

Một ví dụ về đa giác lồi: ngũ giác đều

Đa giác lồi là một đa giác đơn (có các cạnh không tự giao nhau) trong đó không có đoạn thẳng nối giữa hai điểm trên đường biên đi ra ngoài đa giác. Một phát biểu tương đương: đa giác lồi là một đa giác đơn có phần bên trong là một tập lồi. Trong một đa giác lồi, tất cả các góc bên trong nhỏ hơn hoặc bằng 180 độ, trong khi trong đa giác lồi nghiêm ngặt, tất cả các góc bên trong đều nhỏ hơn 180 độ.

## Tính chất
Các thuộc tính sau của đa giác đơn đều đúng với đa giác lồi:
- Mỗi góc bên trong đều dưới 180 độ.
- Mọi điểm trên mọi đoạn thẳng giữa hai điểm bên trong hoặc trên đường biên của đa giác vẫn ở bên trong hoặc trên đường biên.
- Đa giác được chứa hoàn toàn trong một nửa mặt phẳng kín được xác định bởi mỗi cạnh của nó.
- Đối với mỗi cạnh, các điểm bên trong đều nằm trên cùng một cạnh của đường mà cạnh xác định.
- Góc ở mỗi đỉnh chứa tất cả các đỉnh khác trong các cạnh và bên trong của nó.
- Đa giác là bao lồi của các cạnh của nó.

Các thuộc tính bổ sung của đa giác lồi bao gồm:
- Phần giao của hai đa giác lồi là đa giác lồi.
- Một đa giác lồi có thể được chia thành các tam giác theo thời gian tuyến tính thông qua một tam giác quạt, bao gồm thêm các đường chéo từ một đỉnh này đến tất cả các đỉnh khác.
- Định lý Helly: Đối với mọi tập hợp của ít nhất ba đa giác lồi: nếu giao điểm của bất kỳ ba trong số chúng là không trống, thì toàn bộ tập hợp có phần giao không trống.
- Định lý Kerin-Milman: Một đa giác lồi là bao lồi của các đỉnh của nó. Do đó, nó được xác định đầy đủ bởi tập hợp các đỉnh của nó và người ta chỉ cần các góc của đa giác để phục hồi toàn bộ hình dạng đa giác.
- Định lý phân tách siêu phẳng: Bất kỳ hai đa giác lồi không có điểm chung đều có đường phân cách. Nếu các đa giác được đóng lại và ít nhất một trong số chúng là nhỏ gọn, thì thậm chí có hai đường phân cách song song (có một khoảng cách giữa chúng).
- Thuộc tính tam giác bao cực đại: Trong tất cả các tam giác chứa trong một đa giác lồi, tồn tại một tam giác có diện tích cực đại có các đỉnh là các đỉnh đa giác.[2]
- Thuộc tính tam giác bao: mọi đa giác lồi có diện tích A có thể được bao trong một tam giác có diện tích nhiều nhất bằng 2A. Định lý này cũng đúng cho hình bình hành.[3]
- Thuộc tính hình chữ nhật cực đại: Đối với mọi thân hình lồi C trong mặt phẳng, chúng ta có thể ghi một hình chữ nhật r trong C sao cho một bản sao homothetic R của r được đặt quanh C và tỷ lệ homothety dương nhiều nhất là 2 và {\displaystyle 0.5{\text{ × Area}}(R)\leq {\text{Area}}(C)\leq 2{\text{ × Area}}(r)}.[4]
- Chiều rộng trung bình của đa giác lồi bằng chu vi của nó chia cho pi. Vì vậy, chiều rộng của nó là đường kính của một vòng tròn có cùng chu vi với đa giác.[5]

Mỗi đa giác nội tiếp trong một vòng tròn (sao cho tất cả các đỉnh của đa giác chạm vào vòng tròn), nếu không tự giao nhau, là đa giác lồi. Tuy nhiên, không phải mọi đa giác lồi đều có thể là đa giác nội tiếp trong một vòng tròn.
Với mỗi đa giác lồi n cạnh, ta có
- Tổng số đo các góc của đa giác đó là {\displaystyle 180^{\circ }(n-2)}
- Số đường chéo của đa giác đó là {\displaystyle {n(n-3) \over 2}}